# Айсия
Айсия (араб. عائشية‎, англ. Aisyiyah) — индонезийская исламская неправительственная организация, выступающая за расширение прав и возможностей женщин.
Одна из старейших женских общественных структур страны. Основана 19 мая 1917 года Ньяи Ахмад Дахлан с целью облегчения доступа женщин к образованию, здравоохранению и социальным услугам.

## Цели
Организация предоставляет микрокредиты и поддержку развития малого бизнеса, услуги по планированию семьи, материнскую и педиатрическую помощь, детские дома, обучение женщин-мусульманских священнослужителей и стандартное дошкольное образование на уровне университетского образования. Для умерших членов организация предоставляет гробовщиков-женщин, чтобы мужчинам не приходилось готовить женские тела к захоронению.
Айсия управляет несколькими сотнями медицинских центров в Индонезии, а также тремя филиалами в Египте, Малайзии и Нидерландах. Организация призывает своих членов стремиться к дальнейшему образованию, даже если они станут «умнее своих мужей».

## История
Организация занималась повышением грамотности женщин, открыла первый индонезийский исламский детский сад в Каумане в 1919 году, собственный первый педагогический колледж организации — в 1922 году, первый зал для богослужений, где женщина-имам возглавляла женскую общину, в том же городе — в 1923 году. В 1928 году организация участвовала в первом Конгрессе индонезийских женщин и составляла большинство участников.
Большая часть ранней деятельности организации также была основана на экономических правах. Женщины в Индонезии часто работают на тех же должностях, что и мужчины, и поэтому Айсия подчеркнула право женщин на отдых и отказ от работы, а также связь между религиозным благочестием и трудовой этикой.
Поддержка организацией женского лидерства с 1978 года также предшествовала более широким общенациональным дебатам по этой теме в 1990-х годах, и к 1999 году Айсия публично поддержала идею о том, чтобы женщина-лидер национального правительства была женщиной. Помимо того, что Айсия была первой мусульманской женской организацией в стране, она также способствовала повышению грамотности женщин в то время, когда большая часть населения в целом была неграмотной. Её члены носили мусульманский хиджаб в то время, когда эта практика еще не была нормой в Индонезии, и хотя им преподавали исламские моральные ценности, в их школах также было совместное обучение, в отличие от религиозных школ Ближнего Востока, сегрегированных по признаку пола.

## Членство
Все члены Айсии при получении членского билета дают клятву поддерживать принципы организации и защищать ее имидж как набожной группы. Дополнительная преданность, превышающая то, что считается минимумом в исламской доктрине, например молитва нафиль, является нормальной практикой для большинства ее членов. Хотя ее материнская организация, Мухаммадия, официально не разрешала контроль над рождаемостью до 1971 года, именно усилия женщин-мусульманских священнослужителей Айсии подчёркивали его допустимость.

## Противодействие
Организация встречает противодействие как со стороны приверженцев традиционной яванской культуры с ее патриархальными доисламскими обычаями, так и со стороны радикальных исламистов, выступающих против активного участия женщин в общественной жизни.